# マーク・ロコ
マーク "ローラーボール" ロコ（Mark "Rollerball" Rocco、本名：Mark Hussey、1951年5月11日 - 2020年7月30日）は、イギリス・マンチェスター出身のプロレスラー。
日本では初代タイガーマスクのライバル、初代ブラック・タイガー（Black Tiger）として知られ、1980年代の新日本プロレスに再三来日。そのキャラクターは何代にも渡って後進の選手に継承されるなど、以降の日本マット界に多大な影響を残した。
"ローラーボール" のニックネームは、1975年製作のSFアクション映画『ローラーボール』にスタント・パーソンとして出演したことに由来する。

## 来歴
ドロップキックの名手として活躍した父のジム・ハジー（ジム・ハッシー）からはプロ入りを反対されていたが、父のツアー中に密かにコリン・ジョイソンのトレーニングを受け、1970年2月25日に英国マットにてジョイソンを相手にデビュー。
マックス・クラブトリーが運営を引き継いだデール・マーティンズ・プロモーションズ（ジョイント・プロモーションズの基幹組織）を主戦場ににヒールのポジションで活動、1977年にはダイナマイト・キッドと抗争を繰り広げた。1979年9月には "ローラーボール" マーク・ロッコのリングネームで国際プロレスに初来日、阿修羅・原のWWU世界ジュニアヘビー級王座に2度挑戦している。
1980年から1981年にかけては、当時イギリスで武者修行中だったサミー・リーこと佐山聡と抗争を展開しており、佐山がタイガーマスクとして凱旋後の1982年4月には、覆面レスラーのブラック・タイガーに変身して新日本プロレスに初登場、タイガーマスクのWWFジュニアヘビー級王座に挑戦した。同年5月6日にはグラン浜田を破り、タイガーマスクの負傷による返上で空位となっていた同王座を獲得。20日後の5月26日にタイガーマスクに敗れ短命王者で終わったものの、以降1980年代は新日本マットを日本での主戦場に活動。アントニオ猪木に頼まれ、ハルク・ホーガンにレスリングの基本をコーチしたこともあったという。
1983年8月のタイガーマスク引退後はザ・コブラのライバルとなり、1984年12月28日にはWWFの本拠地ニューヨークのマディソン・スクエア・ガーデンにおいて、コブラとのWWFジュニア王座決定戦を行った。1986年からは地元の英国マットでフライング・フジ・ヤマダこと山田恵一と世界ヘビーミドル級王座を争い、1987年8月には凱旋帰国した山田を追って素顔のマーク・ロコとして新日本に参戦。1989年7月には再びブラック・タイガーに変身し、獣神サンダー・ライガーのIWGPジュニアヘビー級王座に挑戦した。
1990年1月に最後の来日を果たしてからは英国のオールスター・プロモーションズ（後のオールスター・レスリング）に定着したが、1991年のデイブ・テイラーとの試合で脊髄を負傷、同年のワージングにおけるデイブ・フィンレイ戦を最後に現役を引退した。なお、共にヒールのポジションにいたロコとフィンレイは欧州では頻繁にタッグを組んでおり、1988年6月にはオーストリアのリンツ（オットー・ワンツ主宰のCWA）にて、トニー・セント・クレアー&ミレ・ツルノを相手にCWA世界タッグ王座を争った。1989年10月に行われたWWF英国遠征の前座試合にも、揃って出場している。
引退後は、スペイン領カナリア諸島のテネリフェ島に居住。英国の各団体にもレジェンドとして招かれており、2003年2月と2006年8月にはオールスター・レスリングの主催したリユニオン・イベントに登場している。2015年10月3日にレディングで行われたレボリューション・プロレスリング（RPW）と新日本プロレスの合同興行では、獣神サンダー・ライガーとの久々の再会を果たした。
2020年7月30日、69歳で死去。

## 得意技
- ツームストーン・パイルドライバー
- ハングマンズ・ホールド
- ダイビング・エルボー・ドロップ
- ヨーロピアン・アッパー・カット

## 獲得タイトル
- WWFジュニアヘビー級王座：1回[16]
- 世界ヘビーミドル級王座（UK版）：3回[19]
- ブリティッシュ・ヘビーミドル級王座：2回[24]

## 入場テーマ曲
- フットボール・ファイト / クイーン （新日本プロレスでブラック・タイガー変身時の入場テーマ曲として使用された）
- トラッシュ / TOKIO 23（新日本プロレスで自身の入場主題歌として使用）

## 逸話
- グラビアの撮影で京都の清水寺を訪れた際、日本の古都の美しさに感銘を受け「ビューティフル」を連発。この美しさを妻にも見せたいと絵ハガキ を送っている[25]。